# Horramábád megye

Loresztán tartomány megyéinek elhelyezkedése

Horramábád megye (perzsául: شهرستان خرآباد) Irán Loresztán tartománynak egyik déli megyéje az ország nyugati részén. Északon Szelszele megye és Borudzserd megye, északkeleten, keleten Dorud megye és Aligudarz megye, délen Huzesztán tartomány, nyugaton Poldohtar megye és Csegeni megye határolják. Székhelye a 328 000 fős Horramábád városa. Második legnagyobb városa a 3100 fős Szepiddast. További városai még: Bajránsahr és Záge. A megye lakossága 465 105 fő. Csegeni megye kiválását megelőzően a megye lakossága 509 251 fő volt. Négy kerületre oszlik: Központi kerület, Bajránvánd kerület, Pápi kerület  és Záge kerület.

## Fordítás
- Ez a szócikk részben vagy egészben  a   Khorramabad County című angol Wikipédia-szócikk ezen változatának fordításán alapul.  Az eredeti cikk szerkesztőit annak laptörténete sorolja fel. Ez a jelzés csupán a megfogalmazás eredetét és a szerzői jogokat jelzi, nem szolgál a cikkben szereplő információk forrásmegjelöléseként.